# Francesco Spighi
Francesco Spighi (fl. XVIII secolo) è stato un ebanista italiano del XVIII secolo.

## Biografia
Stipettaio fiorentino attivo alla fine del Settecento. Sappiamo soltanto che lavorò per un certo tempo come artigiano ed ebanista per il Museo di Fisica e Storia Naturale di Firenze, per il quale costruì mobili e apparecchi di legno intarsiato, destinati al Gabinetto di Fisica.